# Rot-Eiche Kaitzer Straße 79

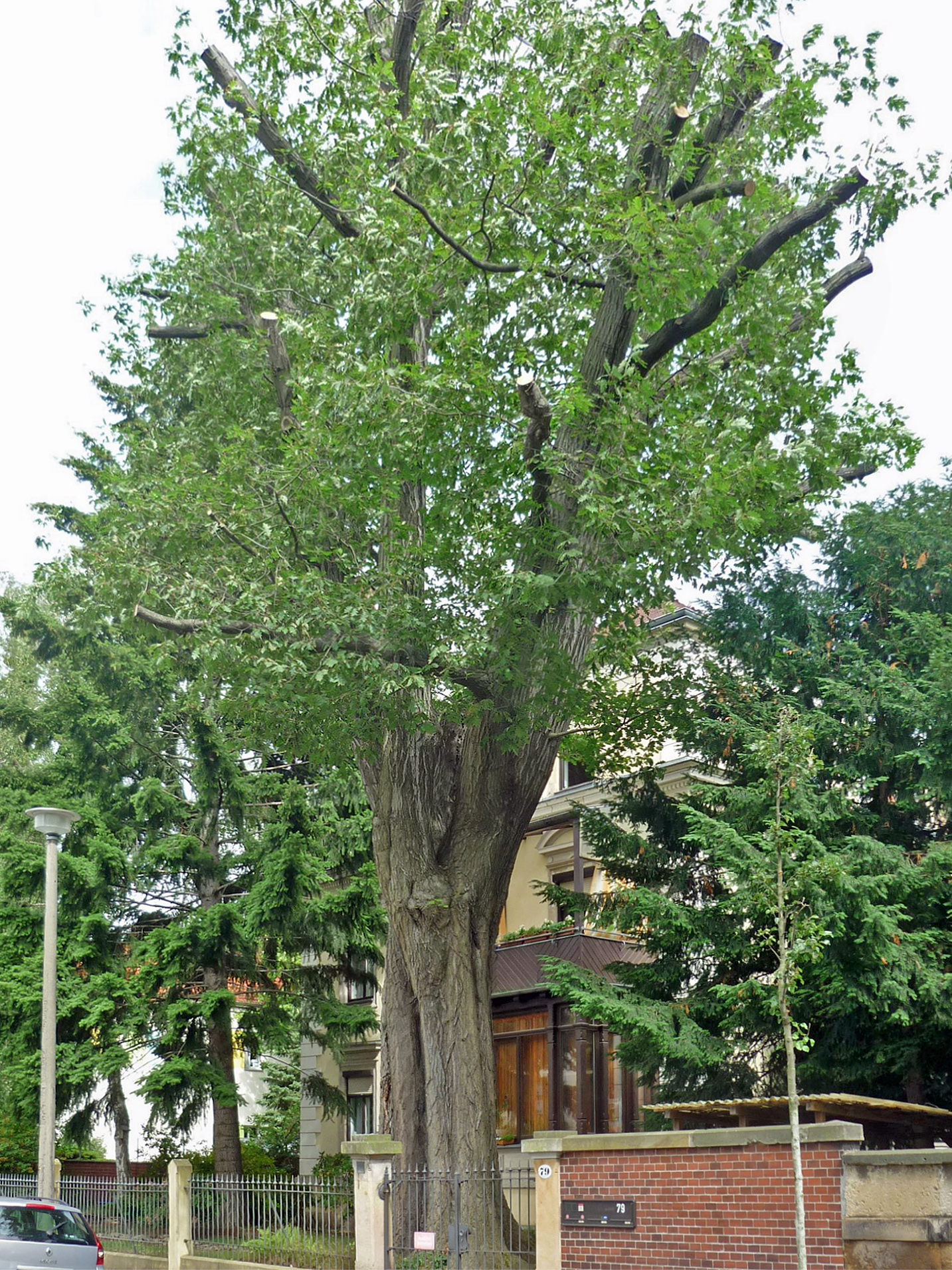
Rot-Eiche mit bereits eingekürzter Krone, 2018

Die Rot-Eiche Kaitzer Straße 79 war ein bedeutender Einzelbaum im Stadtteil Plauen im Südwesten der sächsischen Landeshauptstadt Dresden. Der Baum, eine im östlichen Nordamerika heimische Rot-Eiche (Quercus rubra), stand im Vorgarten einer als Kulturdenkmal geschützten Villa.
Mit einer Höhe von 24,5 Metern und einem Brusthöhenumfang von 4,8 Metern war sie „eine der größten Rot-Eichen Sachsens.“

## Geschichte

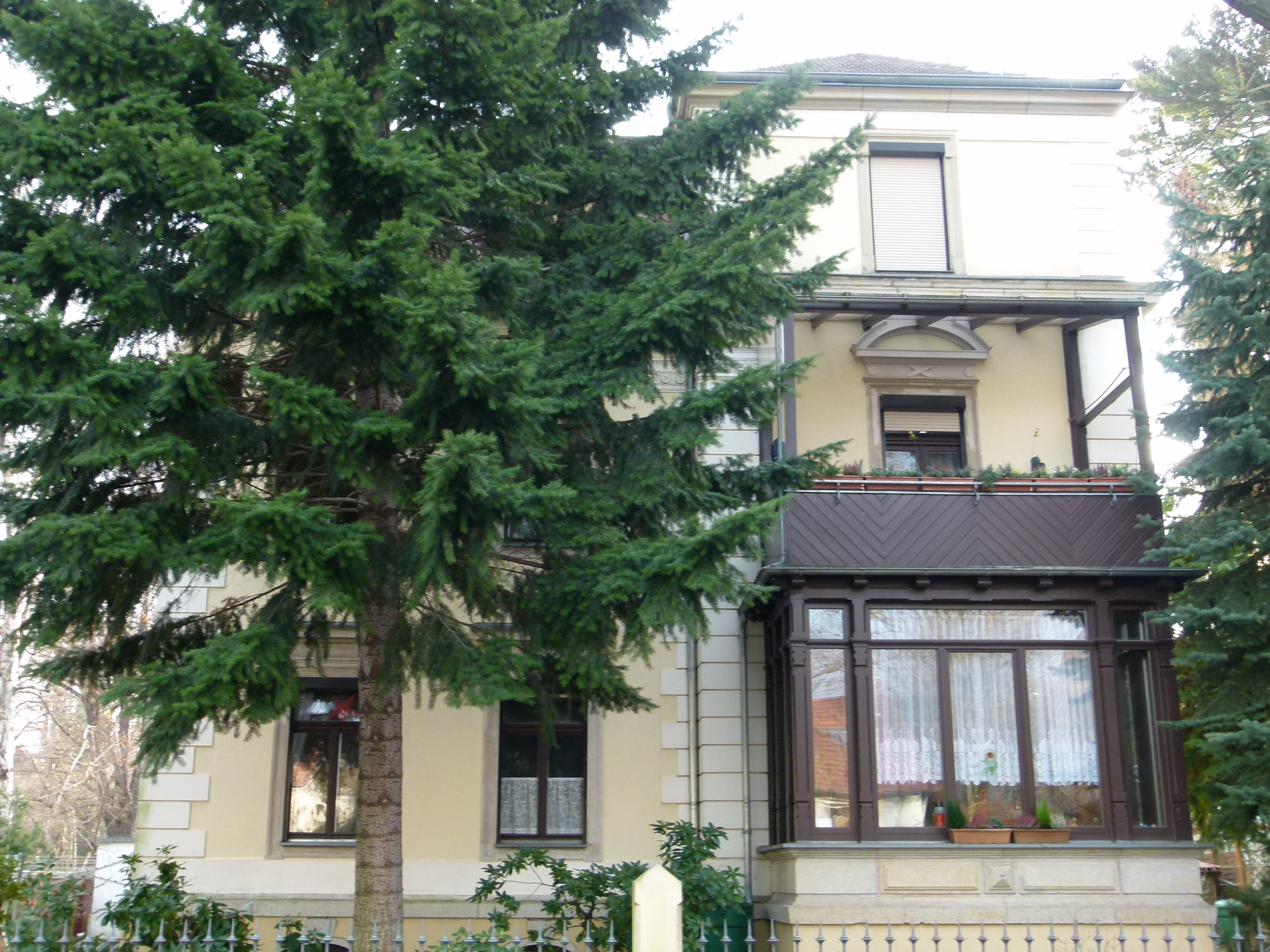
Denkmalgeschützte Villa Kaitzer Straße 79, 2011
Foto: Dr. Bernd Gross

Das Alter der Eiche wurde 2018 auf mehr als 180 Jahre geschätzt, womit ihre Pflanzzeit in die erste Hälfte des 19. Jahrhunderts fällt. Zu jener Zeit war das Areal um ihren Standort unbebaut, die Villa Kaitzer Straße 79 wurde etwa 1885 errichtet.
Nachdem sich Anzeichen für eine Schwäche des Baums zeigten, wie das Absterben starker Äste und einzelner Stämmlinge, gab die Landeshauptstadt Dresden seit 2007 Baumgutachten in Auftrag. Eine großflächig veränderte Borkenstruktur ließ auf Pilzbefall schließen, womöglich Honigpilze, der für das Absterben der Wachstumsschicht des Baums verantwortlich sein könnte. Es wurden Verkehrssicherungs- und Pflegemaßnahmen durchgeführt, um den Baum noch möglichst lange zu erhalten. Dennoch war die Rot-Eiche nicht berücksichtigt, anders als beispielsweise die rund 880 Meter (Luftlinie) entfernte Eibe Hohe Straße 125, als Anfang der 2010er „39 besonders wertvolle Bäume an 29 Standorten als Naturdenkmale“ unter Schutz gestellt werden sollten. Ein näher stehender „Baumriese“ als die Eibe ist die Stiel-Eiche im Garten der ebenfalls denkmalgeschützten Villa Kaitzer Straße 78.

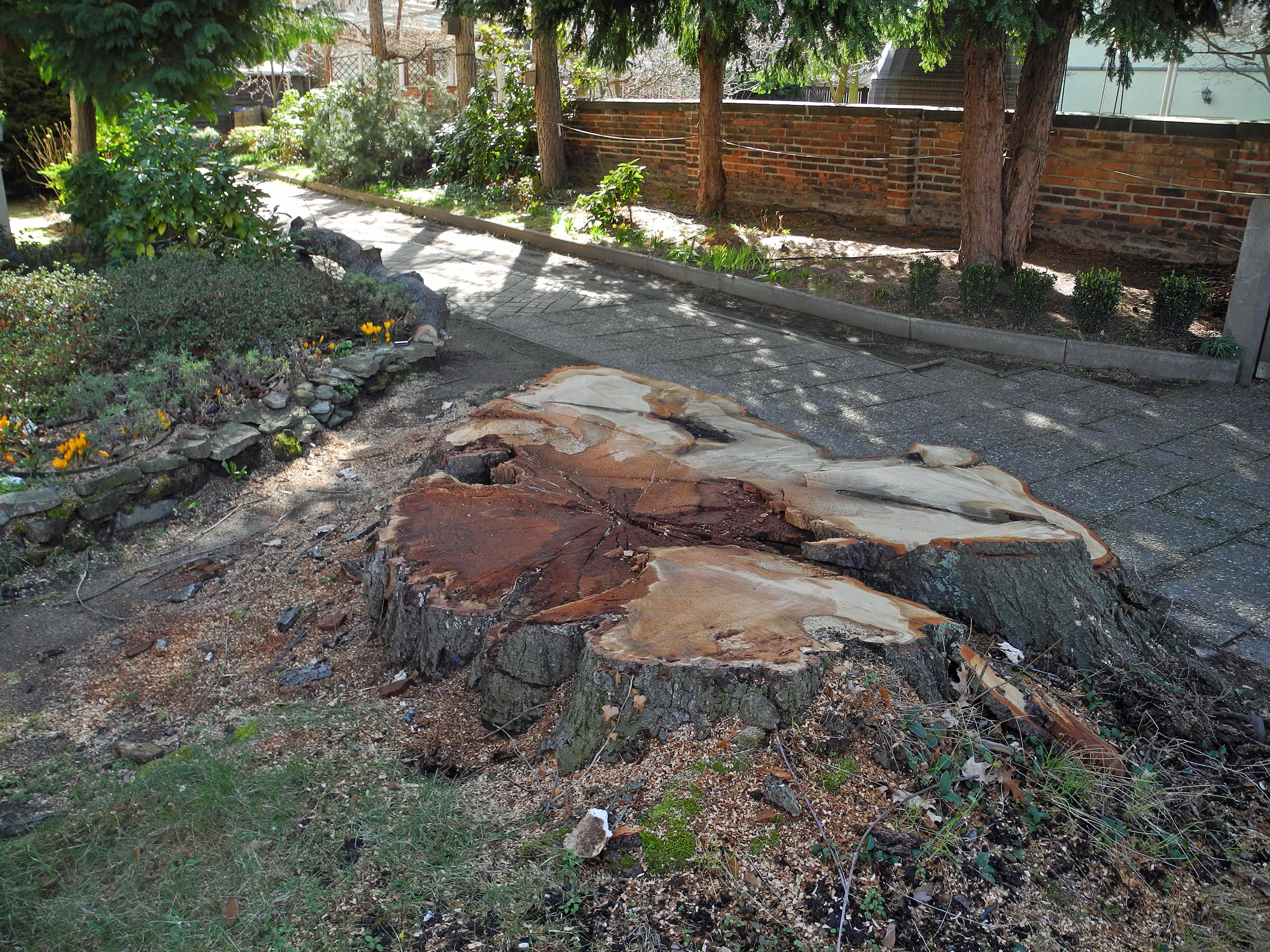
Baumstumpf im Jahr 2023

Im 2018 aktuellen Baumgutachten wurde deutlich, dass der straßennah stehende Baum nicht länger erhalten werden könne. In einem ersten Schritt erfolgte ein deutlicher Rückschnitt der Krone, die im Herbst 2019 weiter bis auf den Kronenansatz zurückgeschnitten werden sollte. Somit sollte der Stamm mit seinem Totholz als Lebensraum erhalten bleiben für eine Vielzahl von Pilzen wie den Eichen-Wirrling, den Eichen-Feuerschwamm, den Schwefelporling, den Wulstigen und den Glänzenden Lackporling, aber auch für Spinnen, Insekten und andere Wirbellose, die wiederum Vogelarten wie Meisen, Baumläufer, Kleiber und Spechte anziehen. Ähnlich verhält es sich mit der einstmals größeren der beiden Hänge-Buchen im Helfenberger Park, der Politischen Buche am Kleditschgrund und dem Berg-Ahorn am Wachwitzgrund.
Mit Stand März 2023 war auch der Stamm abgetragen, es verblieb der Baumstumpf. Er ist Lebensraum für Holzzersetzer.